# Saint-Drézéry
Saint-Drézéry – miejscowość i gmina we Francji, w regionie Oksytania, w departamencie Hérault.
Według danych na rok 1990 gminę zamieszkiwało 1329 osób, a gęstość zaludnienia wynosiła 127 osób/km² (wśród 1545 gmin Langwedocji-Roussillon Saint-Drézéry plasuje się na 276. miejscu pod względem liczby ludności, natomiast pod względem powierzchni na miejscu 728.).